# 1ere armée (1944–1945)

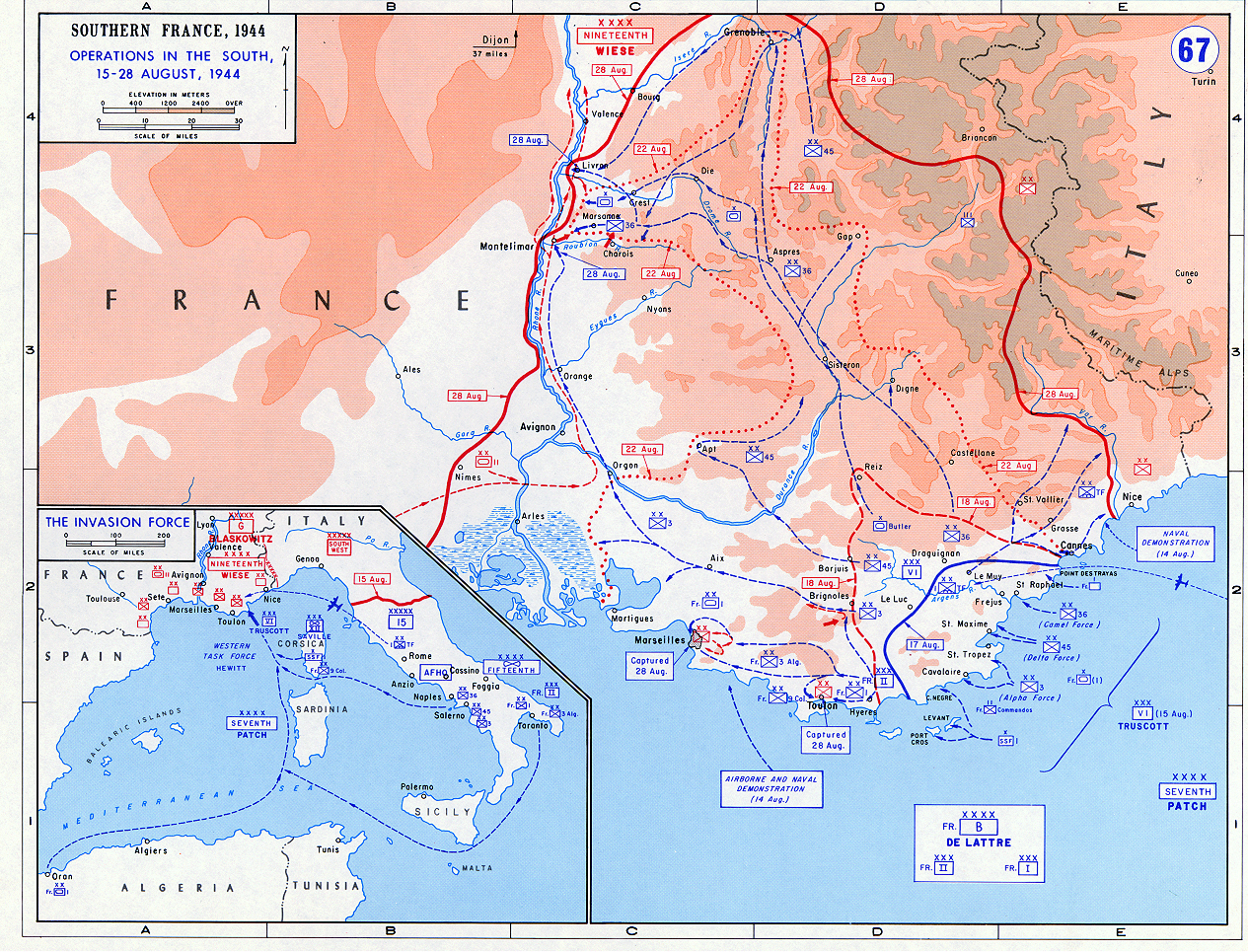
Karte zur Operation Dragoon, 15. August – 12. September 1944

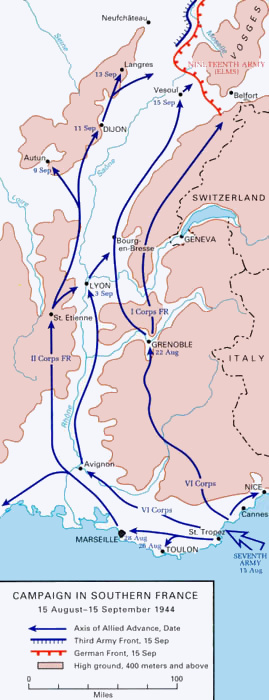
Vormarsch der US- und der frz. Truppen, August–September 1944

Die 1ere Armée, auch Première armée française (deutsch 1. Armee) entstand in der Schlussphase des Zweiten Weltkriegs aus der regulären französischen B-Armee, die in Nordafrika stationiert war, und Teilen der Armée française de la libération (Teil der Résistance) unter dem Befehl von General Jean de Lattre de Tassigny. Sie nahm an der alliierten Befreiung Frankreichs (frz. als La Libération bezeichnet) im Rahmen der Landung in Südfrankreich teil, kämpfte im Rhonetal, befreite das Elsass und eroberte Teile von Südwestdeutschland. Teile der Armee waren an Kämpfen in den Alpen und Italien beteiligt.

## Geschichte

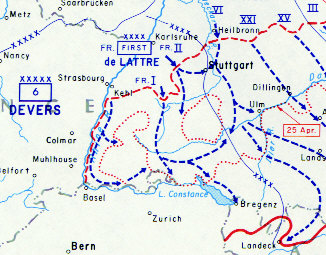
Kampfeinsätze der 1re Armée française,
15. Apr. – 8. Mai 1945

De Lattre kam am 20. Dezember 1943 aus London nach Algier und übernahm dort im Auftrag De Gaulles das Oberkommando über Reste der regulären Armee in Französisch-Nordafrika, der so genannten B-Armee. Von Korsika aus, das seit Oktober 1943 frei von deutschen und italienischen Besatzern war, erfolgte am 17. Juni 1944  die Invasion auf Elba (Operation Brassard); dabei unterstützten Kommandoeinheiten der Royal Navy das insgesamt erfolgreiche Vorgehen.
Die 6th Army Group, bestehend aus der 7. US-Armee unter General Alexander M. Patch und der B-Armee, führte dann die Operation Dragoon, die Invasion in Südfrankreich, durch. De Lattres Truppen landeten am 16. August 1944 in einer zweiten Welle und nahmen Toulon und Marseille ein. Am 25. September 1944 wurde die französische B-Armee in 1. (französische) Armee umbenannt (es gab zu diesem Zeitpunkt eine Provisorische Regierung der Französischen Republik). Mitglieder der Résistance, des französischen Widerstands, die den bewaffneten Kampf fortsetzen wollten, wurden von De Lattre in die 1. Armee eingegliedert.
Es folgten vom
- 14. bis 20. November 1944: Einnahme der Befestigungen von Belfort
- 1. bis 25. Januar 1945 Abwehr deutscher Angriffe auf Straßburg
- 19. Januar bis 9. Februar 1945: Kesselschlacht von Colmar (frz. unter Poche de Colmar)

Nachdem Paris und ganz Frankreich befreit waren, überquerte die 1. Armee als Teil der alliierten Expeditionsstreitkräfte am 30. auf den 31. März den Rhein bei Speyer und Germersheim, besetzte Karlsruhe (4. April) und stieß am Oberrhein über Freiburg (21. April) und den Schwarzwald zur Schweizer Grenze vor (27. April), sowie nördlich nach Stuttgart und weiter südlich entlang der Donau bis nach Vorarlberg und Tirol. Dabei zerstörte sie Freudenstadt (16./17. April) und nahm dann Tübingen (18. April), Reutlingen (19. April), Esslingen am Neckar (21. April), Sigmaringen und Stuttgart (22. April) ein. Die Reste des französischen Vichy-Regimes befanden sich seit Sommer 1944 als Gefangene Hitlers im Exil im Schloss Sigmaringen. Deren angestrebte Verhaftung erklärt die Stoßrichtung eines Teils der Armee.
Die Umstände der Zerstörung von Freudenstadt mit Massenvergewaltigungen werden heute zwar als Kriegsverbrechen angesehen, aber in der Öffentlichkeit außerhalb der Region kaum diskutiert. De Lattre selbst empfand die Zerstörung Freudenstadts als gerechte Rache. Die französischen Truppen begingen in den Gebieten, die sie besetzten, in den ersten Tagen geradezu regelmäßig Massenvergewaltigungen, Plünderungen und in zahlreichen Fällen Tötungen von Leuten, die sich ihnen widersetzten. Die französischen Offiziere ließen ihre Truppen gewähren und griffen nach einigen Tagen ein, teilweise drastisch, indem sie Soldaten ohne Gerichtsverfahren exekutieren ließen. Zahlreiche lokale Berichte bezeugen dies. In Reutlingen ließ der Hauptmann des Sicherheitsdienstes der französischen Armee, Max Rouché – von Beruf Professor der Germanistik in Bordeaux – am 24. April 1945 als Repressalie auf den vermuteten Attentatstod eines französischen Soldaten, der wahrscheinlich durch einen Verkehrsunfall starb, vier deutsche Zivilisten als Geiseln exekutieren.
Zwischen dem 23. und dem 26. April 1945 gerieten Teile der Armee noch in heftige Kämpfe mit deutschen Truppen, die aus dem Schwarzwald einen Durchbruchsversuch nach Osten im Raum Blumberg unternahmen.

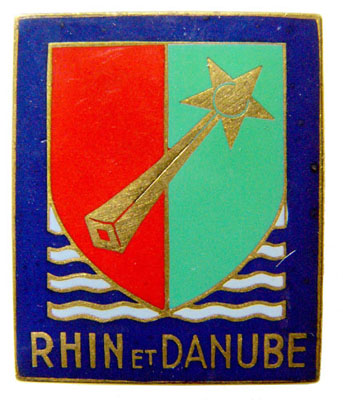
Armee-Abzeichen der "1re armée"

Am 25. April 1945 erreichte die Armee Radolfzell am Bodensee, besetzte am 26. April Konstanz und beendete am 29. April 1945 nach der Einnahme von Markdorf den Krieg in Südwestdeutschland. Zwischen den Alliierten gab es Auseinandersetzungen um  Stuttgart, das gegen den Willen und die Vereinbarung mit den amerikanischen Streitkräften am 21. April von den Franzosen besetzt worden war. Erst am 8. Juli 1945 kam Stuttgart in die Amerikanische Besatzungszone.
Der Oberkommandierende der 1. Armee repräsentierte Frankreich im Supreme Headquarters Allied Expeditionary Force (SHAEF) in Reims, so auch am 7. Mai 1945 und am 8. Mai 1945 im Hauptquartier von Marschall Schukow in Berlin bei der deutschen Kapitulation gegenüber der Anti-Hitler-Koalition. Später vertrat er Frankreich im Alliierten Kontrollrat in Berlin. De Lattre wurde im August 1945 abgelöst und befördert. 1952 verlieh ihm die französische Regierung postum den Ehrentitel Marschall von Frankreich.

## Gliederung
- 1. Corps unter Henry Martin (seit 1. August 1943)[6], ab 1. September 1944 unter Antoine Bethouart
- 2. Corps unter Edgard de Larminat, später unter Joseph de Goislard de Monsabert[7]

Diesen Korps unterstanden in wechselnder Zusammenstellung fünf französische Infanterie- und drei Panzerdivisionen:
- 1re division motorisée d’infanterie (1re DMI)
- 2e division d’infanterie marocaine (2e DIM)
- 3e division d’infanterie algérienne (3e DIA)
- 4e division marocaine de montagne (4e DMM)
- 9e division d’infanterie coloniale (9e DIC)
- 1re division blindée (1re DB)
- 2e division blindée (2e DB)
- 5e division blindée (5e DB)

Hinzu kamen verschiedene kleinere Einheiten.